# Heziod
Heziod (tudi Hesiod) (starogrško Ἡσίοδος: Hêsíodos, latinsko Hesiodus), grški pesnik in rapsod, živel okoli 700 pr. n. št. v Askri v Beociji. Velja za predhodnika lirike, čeprav ga po obliki in vsebini sicer uvrščamo med pesnike epske vrste. Njegova dela so bila vsaj do neke mere namenjena takratnemu boiotskemu kmetu.

## Življenje
Že od 5. stoletja pr. n. št. so literarni zgodovinarji razpravljali, kdo je živel prej, ali Heziod ali Homer. Večina sodobnih raziskovalcev je mnenja, da je zapis homerskih pesnitev starejši od Heziodovih del.
Heziod naj bi bil sin preprostega kmeta in tudi sam pastir ter kmetovalec. V mladosti naj bi pasel po pobočjih Helikona, ki ga predvsem po Heziodovi zaslugi poznamo kot goro muz in kjer so pozneje zares našli sledove najstarejšega čaščenja teh božanstev. Tudi Hezioda naj bi na Helikonu muze posvetile v pesnika blaženih bogov. Brat Perses, za katerega nekateri menijo, da je pesnikov izmislek, naj bi Hezioda ukanil za dediščino, potem, ko je dediščino zapravil, pa naj bi se vrnil domov kot berač. Prav Heziodovemu bratu so v pesmih namenjeni opomini, prošnje in svarila, povezani v pesnitev Dela in dnevi. Pobudo za pesnjenje druge najpomembnejše pesnitve, Teogonija, pa je Heziod črpal iz neskladja med mračnimi demoni domače dežele in lahkoživimi bogovi Homerja. Že v Heziodovi poeziji se potemtakem mitsko meša z osebno izpovedjo. Seveda pa ta izpoved tiči še globoko v arhaičnosti.

## Dela
Heziod je napisal pesnitev Teogonija (Θεογονία), ki opisuje nastanek sveta in izvor bogov v grški mitologiji. Še posebej je v delu obravnaval svoje zanimanje za rodoslovje, druga njegova pomembnejša pesnitev so Dela in dnevi. Heziodu pripisujejo tudi Katalog žensk (Heroogonija), ki skuša razkriti povezave med grškimi junaki.
Heziod je deloval približno v istem času kot domnevno Homer, nekateri viri poročajo, da je bil Heziod mlajši od Homerja. Tako so Heziodove in Homerjeve pesnitve najstarejša grška literatura in vsebujejo različne zvrsti mitov. Med seboj se ločijo po namenu, duhu in snovi, vendar jim je skupna vsaj sistematična celovitost. Homer in Heziod na videz kritizirata drug drugega, Homerjeve pesnitve pa so tu in tam podobne Heziodovi Teogoniji. Zato je verjetno, da njune pesnitve izvirajo iz približno istega časa, vendar je takšno povezavo zaradi nejasnosti glede nastanka in avtorstva Iliade in Odiseje dejansko nemogoče potrditi.
Antika didaktične epike, kakršna je Heziodova, ni štela za posebno zvrst; ker je njena prevladujoča metrika heksameter, jo je uvrščala v kategorijo epov. Prvi je v takšno umestitev podvomil Aristotel, ki takšen tip poezije imenuje znanost v verzih. Zametek za svojo delitev najde prav v verzih Teogonije, kjer muze nasproti lažem, podobnim resnici, postavljajo čisto resnico.
Heziodov vpliv se je, med drugim, razširil na starogrško filozofijo, in sicer na dela Heraklita in Parmenida, kot zagovornik neomajnega pravnega reda pa je vplival tudi na Solona in Ajshila.

### Teogonija
Teogonija je konservativno, na izročilo vezano delo. Nastala je okoli 7. stol. p. n. št. in velja za predhodnico filozofske razlage nastanka sveta; čeprav je polna fantastičnih zgodb in mitov, je imela velik vpliv na nadaljnje izoblikovanje filozofske misli. V grščini pojem pomeni nauk o izvoru bogov, razvit na podlagi poosebitev prasil, ki so značilne za antično religijo, pa tudi na podlagi politeističnih predstav, da bogovi izvirajo iz drugih bogov in da imajo svoje življenje. Tako tudi Heziodovo delo z naslovom Teogonija ne prikriva želje, da bi razlagalo, kako so nastali Zemlja, Nebo in Morje, kako so se iz njih rodili bogovi, kako so si razdelili svet in zasedli Olimp.
Uran (Nebo) je z Geo (Zemljo) zaplodil starejši rod bogov – rod Titanov, vendar pa se Uran ni hotel ločiti od Gee in ji omogočiti poroda. Prvinsko ločitev med Uranom in Geo je opravil Titan Kronos, ko je z velikim srpom kastriral Urana. Tako se je začel razdor med bogovi, hkrati s tem pa tudi boj za oblast. Nekaj časa so imeli oblast Titani, ki sta jim vladala Kronos in njegova družica Rea. Znano je, da se je tudi Kronos, tako kot njegov oče, bal prevratnikov in je svoje otroke požrl. Vendar ga je Rea ukanila; skrila je sina Zevsa, Kronosu pa nastavila kamen, da ga je pogoltnil namesto lastnega potomca. 
Zevs je Kronosa prisilil, da je izbljuval njegove brate in sestre, ki so prišli na svet kot odrasle osebe. Ob pomoči Geinih pošastnih potomcev, to so bili Giganti s stotimi rokami in petdesetimi glavami, so premagali Titane.
Jedro Heziodove zgodbe je bajka o Titanih in mlajših bogovih, o Zevsu, ki je premagal Kronosa in začel z Olimpa vladati svetu. Sicer pa Heziod v svojem delu združuje najrazličnejše mite stvarjenja. Ob pripovedi o izvoru sveta in ponesrečenem uporu bogov (kar je poglavitna tema pesnitve), v pesnitvi podaja pregled bogov in njihovih medsebojnih sorodstev, pripoveduje o junakih, ki so se spočeli iz zvez med boginjami in ljudmi, in končuje z naštevanjem glavnih ženskih vlog dandanes zgubljene pesnitve.
Mitološke pripovedi, ki jih zasledimo pri Heziodu, po svoji motiviki niso lastne le starim Grkom, marveč so jih Grki vsaj do neke mere prevzeli od drugod. Pripoved o mlajšem rodu bogov, ki premaga oz. uniči starejšega, je moč zaslediti že v mitih iz zahodne Azije in Mezopotamije okrog 1000 pr. n. št. Zlasti je opazna podobnost z babilonsko-asirskim mitom o stvarjenju Enuma eliš. Pa tudi Heziod ni bil v pravem smislu tvorec mitov, pač pa je le zbiral in urejal gradivo, ki ga je prejel z izročilom.

### Dela in dnevi (moralni koledar)
Gre za didaktično pesnitev po zgledu orientalske modrostne literature, v kateri epski subjekt uporablja prvoosebno nagovarjanje resničnega ali fiktivnega naslovljenca.
1. del pesnitve: spodbuja k pravičnemu delu;
2. del pesnitve: vsebuje praktične napotke za kmetovanje, pomorstvo ter religiozne nauke;
Sklepni del je kmečka pratika, koledar dni.
V pesnitvi Heziod zapiše pripoved o Prometeju. Prvo žensko, ki jo dobi za ženo Prometejev naivni brat Epimetej, tu poimenuje Pandora (»z vsem obdarjena«); njena zgodba je arhetipska zgodba o izvoru zla Pandora iz skrinjice izpusti vse nesreče sveta, v njej pa ostane zaprto edino Upanje.
Podoben pesimizem Heziod nakazuje tudi v drugi obsežni pripovedi o štirih rodovih človeštva: zlatemu rodu ljudi je zemlja dajala vse dobrine;
srebrni rod je bil brezbožen in ga je Zevs uničil; bronasti rod se je z boji uničil sam; rod bogovom podobnih herojev je bil boljši od prejšnjega, vendar je izginil v trojanski in tebanski vojni. Sedanji oz. tedanji, Heziodov rod pa naj bi bil slab in nesrečen, toda celo tega bo Zevs nekoč uničil; zadnji rod bo najslabši, najbolj zločinski in najnesrečnejši.
V nasprotju s Teogonijo, ki pripoveduje o postopni zmagi Kozmosa nad Kaosom, Dela in dnevi opisujejo postopno degeneracijo človeka. Mračna vizija najslabšega rodu je mišljena tudi kot poziv k pravičnosti, k Zevsu, ki lahko poniža ošabne in poviša ponižne. Na individualni ravni naj bi bila rešitev v tem, da si vsak posameznik sam prizadeva za pravičnost.

## Vpliv na evropsko in slovensko književnost
Heziod je ob Homerju prva pesniška osebnost v evropskem slovstvu. Heziodovo delo Teogonija je torej neke vrste uvod v zgodovino evroameriške književnosti in hkrati delo prvega evropskega realista. S tem delom in njegovo miselnostjo je pomembno vplival na cele rodove poznejših mislecev. Motiv Pandorine skrinjice je postal eden najbolj znanih antičnih motivov v evropski kulturi.
V slovensko književnost je starogrško liriko in tudi Hezioda posredoval predvsem Anton Sovre, ki je naš največji posrednik antične kulture. Med prvimi je posamične motive zlasti iz Teogonije uporabljal France Prešeren, npr. v Sonetih nesreče.